# Parigi-Camembert 2005
La Parigi-Camembert 2005, sessantaseiesima edizione della corsa e valida come evento del circuito UCI Europe Tour 2005 categoria 1.1, fu disputata il 29 marzo 2005, per un percorso totale di 185,5 km. Fu vinta dal francese Laurent Brochard, al traguardo con il tempo di 4h45'25" alla media di 38,996 km/h.
AL traguardo 93 ciclisti portarono a termine il percorso.

## Ordine d'arrivo (Top 10)
| Pos. | Corridore         | Squadra         | Tempo    |
| ---- | ----------------- | --------------- | -------- |
| 1    | Laurent Brochard  | Bouygues Tél.   | 4h45'25" |
| 2    | Brett Lancaster   | Panaria         | a 7"     |
| 3    | Sandy Casar       | F. des Jeux     | s.t.     |
| 4    | Vladimir Gusev    | Team CSC        | s.t.     |
| 5    | Lénaïc Olivier    | Agritubel       | s.t.     |
| 6    | Mychajlo Chalilov | LPR-Piacenza    | s.t.     |
| 7    | Didier Rous       | Bouygues Tél.   | s.t.     |
| 8    | Anthony Geslin    | Bouygues Tél.   | s.t.     |
| 9    | Samuel Dumoulin   | AG2R Prév.      | s.t.     |
| 10   | Patrice Halgand   | Crédit Agricole | s.t.     |